# Карољ Лајко
Карољ Лајко (Бечеј, 11. октобар 1943 — Панчево, 8. јун 2020) бивши је југословенски боксер у велтер категорији.

## Биографија
Карољ Лајко је рођен 11. октобара 1943. године у Бечеју. Завршио је основну и средњу школу у Бечеју и Факултет спорта и физичког васпитања у Београду. 
Боксом је почео да се бави 1959. године у боксерском клубу „Братство и јединство” Бечеј, где је на омладинским ревијама имао 18 победа од 18 мечева. 1960. године постаје омладински првак Југославије у перолакој категорији. Те исте године 29. новембра, на београдском сајмишту учествује на "Меч шампиона за златну рукавицу", као изузетно талентовани младић против Звонимир Вујинa. 1961. у Београду постаје омладински првак Југославије у полувелтер категорији. Следеће године приступа Боксерски клуб Црвена звезда, постаје првотимац и учествује у екипном освајању Куп-a "Маршала Тита". 1963. и даље боксује за клуб и постаје сениорски кандидат за репрезентацију Југославије за Европски шампионат у Москви.1964. године одлази на одслужење војног рока.1965. године се враћа и приступа боксерском клубу "Динамо" из Панчева, где постаје државни првак у појединачној категорији и репрезентативац. Исте године у Београду на појединачном првенству Балкана осваја бронзану медаљу.1967. године поново постаје првак државе у велтер категорији, а у Истанбулу на појединачном првенству Балкана осваја бронзану медаљу, изгубивши од Кемала Сандала четвороструког првака Балкана. Потребно је истаћи да је исте године и са БК "Динамо" био вицешампион државе у екипном првенству. 1968. године постаје капитен екипе БК "Динамо" те године освајају титулу "Екипног шампиона Југославије". За ту годину вредно је напоменути и да је био кандидат за Олимпијске игре у Мексику, али на задњем тесту против Источне Немачке изгубио са 3:2 од Манфреда Волкеа, који је у Мексику постао олимпијски првак.1969. године поново постаје првак државе и учествује на појединачном првенству Европе у Букурешту у полусредњој категорији. И даље остаје репрезентативац до 1970. године, а од 1971. наступа само за "Динамо" све до 1973. После првог и јединог пораза (од 1965. до 1973. није изгубио ни један једини меч у Панчеву) на панчевачком рингу доноси дефинитивну одлуку да напусти активно бављење боксом. Укупан биланс мечева је импресивних 293 меча.
Од 1969-73. поред активног бављења боксом, водио и омладинску школу бокса, са звањем виши тренер бокса, коју је завршио са великим именима Југословенског спорта.1973. у септембру из БК "Динамо" прелази да ради као професор физичког васпитања у гимназији "Урош Предић" y Панчевy.1974. године полаже судијски испит и постаје боксерски судија, а 1975. постаје Савезни боксерски судија.1978. године, због породичних обавеза и презаузетости није био у могућности да обавља даље судијску функцију. 
После повлачења са судијске функције остао је у Панчеву где је живео са супругом Маријом, са којом има два сина — Кароља и Атилу. 
Преминуо је 8. јуна 2020. у Панчеву. Сахрањен је на Католичком гробљу у Панчеву.

## Награде
- Омладински шампион Југославије у перолакој категорији - 1960.
- Омладински шампион Југославије у полувелтер категорији - 1961.
- Треће место у појединачном првенству државе за сениоре - 1962.
- Два пута Шампион Југославије у велтер категорији - 1966. и 1967.
- Шампион Југославије у полусредњој категорији - 1969.
- Два пута осваја Бронзану медаљу на Балканијади - 1965. и 1966.